# Kriyananda
Swami Kriyananda, nato James Donald Walters (Azuga, 19 maggio 1926 – Assisi, 21 aprile 2013), è stato un filosofo, religioso e scrittore rumeno naturalizzato statunitense, discepolo di Paramhansa Yogananda, e membro della Self Realization Fellowship dalla quale in seguito si separò per fondare una nuova comunità denominata Ananda, presente in vari paesi tra cui Stati Uniti d'America, Italia, e India.
Ha pubblicato all'incirca 150 libri tradotti in varie lingue, oltre ad essere compositore di più di 400 brani musicali.

## Biografia
Kriyananda nacque col nome di James Donald Walters nel 1926 ad Azuga, in Romania, da genitori americani, Ray P., un geologo in servizio presso i giacimenti petroliferi rumeni della Esso, e Gertrude G. Walters. Ricevette una formazione internazionale tra Romania, Svizzera, Inghilterra e Stati Uniti. Qui frequentò l'Haverford College e la Brown University, lasciando tuttavia quest'ultima un semestre prima della laurea per dedicarsi alla «ricerca di Dio».

### L'incontro con Yogananda
Nel settembre del 1948, a New York, Walters lesse Autobiografia di uno Yogi di Yogananda, un libro che avrebbe trasformato la sua vita. Il 12 di quel mese Walters decise di abbandonare la sua vita precedente, e attraversò in autobus gli Stati Uniti dirigendosi nel sud della California per diventare uno dei discepoli di Yogananda, che egli incontrò per la prima volta a Hollywood, presso il tempio della Self-Realization Fellowship, dove fu accettato come discepolo.
Come riferisce nella sua autobiografia, Il nuovo Sentiero, il ventiduenne Walters a questo punto si stabilì con altri monaci nel quartier generale del centro madre della SRF, situato in cima al Mount Washington, a Los Angeles. Un anno dopo Yogananda gli affidò la responsabilità dei monaci, chiedendogli di scrivere articoli per la rivista ufficiale della SRF, e ordinandolo ministro con l'incarico di iniziare gli studenti al Kriyā Yoga.
Nei tre anni e mezzo trascorsi con Yogananda, fino alla morte di quest'ultimo avvenuta nel 1952, Walters prese ampiamente nota delle sue numerose conversazioni col maestro, che avrebbe poi pubblicato in libri come L'essenza della Self-Realization e Conversazioni con Yogananda.
La scomparsa di Yogananda, morto in sua presenza durante un banchetto in onore dell'ambasciatore indiano in visita negli Stati Uniti, fu un momento di svolta per il giovane monaco Walters. Nel 1955 fu ammesso definitivamente nell'ordine degli swami Shankaracharya da parte del nuovo presidente della SRF, Daya Mata, e prese il nome monastico di "Kriyananda".
Iniziò quindi a tenere numerose conferenze per conto della SRF in vari paesi, tra cui Stati Uniti, Canada, Messico, Inghilterra, Francia, Svizzera, Italia, Australia, India. Nel 1960 il Consiglio di Amministrazione della SRF elesse Kriyananda nuovo vicepresidente dell'Ordine, carica che egli mantenne per due anni fino al suo licenziamento nel 1962.

### Fondazione di Ananda
Nel 1968 Kriyananda fondò l'Ananda Village, una «Colonia Mondiale della Fratellanza» in un terreno vicino a Nevada City, in California, acquistato con l'aiuto di Richard Baker, Gary Snyder e Allen Ginsberg, in grado di offrire un modello di «vita semplice e un'elevazione del pensiero».
Altri centri di ritiro sorti per sua iniziativa saranno l'«Expanding Light Yoga and Meditation Retreat» e l'attiguo «Ananda Meditation Retreat», entrambi situati vicino a Nevada City; l'«Associazione Ananda» nei pressi di Assisi, in Italia; e l'«Ananda Gurgaon», in India.
Nel 1973 istituì alcune scuole a Seattle, Washington, Palo Alto, Nevada City e Portland in cui dar vita al progetto formativo Education For Life, aperto a ragazzi di tutte le religioni, e incentrato sullo sviluppo del carattere e della forza morale.
Nel corso della sua attività dottrinale Kriyananda ideò l'Ananda Yoga, una forma di Hatha Yoga incentrata sulla consapevolezza interiore, il controllo dell'energia, e la sperimentazione di ogni āsana (o posizione) come espressione naturale di uno stato superiore di coscienza.

### Ultimi anni
Negli anni 80 rinunciò provvisoriamente al titolo di Swami recandosi da Daya Mata, ancora presidente della Self Realization Fellowship, perché fosse dispensato dai voti monastici, così da potersi sposare con l'italiana Rosanna Golia.
Dal 1996 si stabiliì ad Assisi, dove in seguito al devastante terremoto dell'Umbria del 1997 si impegnò in una raccolta fondi per sostenere la ricostruzione, promuovendo la campagna Hope and Homes for Italy e incoraggiando l'uso del legno come materiale di costruzione al posto del mattone per prevenire in futuro i danni da terremoto.
Nel 2003 Kriyananda si trasferì in India, dove è apparso su Sadhna TV e Aastha TV, canali televisivi trasmessi in tutta l'India e in Asia. Fu insignito di diversi premi e onorificenze, tra cui il Premio Internazionale della Bontà nel 2005, il Club of Budapest International nel 2006, la medaglia Giulio Cesare del Comune di Roma nel 2007.
Nel 2009 ha istituito a Pune un nuovo ordine di Swami, diverso da quello di Yogananda, ritenendo che nella nuova era del Dwapara Yuga, succeduta a quella oscura del Kali yuga, non valgano più le regole precedenti, stabilendo la possibilità di matrimonio per gli Swami, d'ora in poi denominati Nayaswami, laddove il prefisso «naya» ha il significato di «nuovo».
Morì nella sua casa ad Assisi nel 2013.

## Casi legali
Nel 1995 fu oggetto di un processo nei suoi confronti da parte di Anne-Marie Bertolucci, una ex-residente di Ananda. La giuria ritenne Donald Walters colpevole di essersi rappresentato fraudolentemente come uno Swami celibe pur avendo avuto rapporti intimi con alcune sue devote mentre era a capo di Ananda. Per questo la Chiesa di Ananda e lo stesso Walters furono condannati a pagare un risarcimento complessivo di circa 2 milioni di dollari.

## Pubblicazioni in italiano
- Affermazioni per l'autoguarigione
- Come un raggio di luce
- L'intelligenza intuitiva
- Patanjali rivelato
- Il tunnel del tempo
- Il nuovo Sentiero
- Il segno zodiacale come guida spirituale
- Paramhansa Yogananda. Una biografia
- Raja Yoga
- Educare alla Vita
- Io amo meditare
- Conversazioni con Yogananda
- Vivere con saggezza, vivere bene
- I segreti della pace interiore
- I segreti della meditazione
- I segreti dell'amore
- I segreti dell'amicizia
- I segreti della felicità
- I segreti del successo
- I segreti del benessere
- Un luogo chiamato Ananda
- Perché non adesso?
- Speranza per un mondo migliore!
- Attrarre la prosperità
- L'arte di guidare gli altri
- Il matrimonio come espansione del sé
- Città di Luce. Ideali comunitari per il mondo di oggi
- Il gioiello nel loto
- Il Cantante e l'usignolo
- La promessa dell'immortalità
- L'essenza della Bhagavad Gita
- Le rivelazioni di Cristo
- Supercoscienza. Risvegliarsi oltre i confini della mente
- La religione nella nuova era
- Il Kriya Yoga nell'età moderna
- Stai attento, Sadhu!
- Dio è per tutti
- Come un raggio di luce
- Come essere un vero canale di ispirazione
- Un luogo chiamato Ananda
- L'essenza dell'autorealizzazione
- Il matrimonio come espansione del sé
- La terra del sole d'oro
- Il trattato di Pace. Una commedia in tre atti

## Filmografia
Dei seguenti film curò inoltre la sceneggiatura, la musica, e la fotografia:
- San Francesco d'Assisi
- Mediterranean Magic
- The Land of Mystery
- The Autobiography of a Yogi
- Christ Lives!
- Different Worlds